# Fábio Luiz Magalhães
Pour les articles homonymes, voir Jésus (homonymie) et Magalhães.
Ne doit pas être confondu avec Fábio Magalhães.
Fábio Luiz de Jesus Magalhães, né le 13 mars 1979 à Marataízes, est un joueur de beach-volley brésilien.

## Palmarès
- Jeux olympiques
  -  Médaille d'argent en 2008 à Pékin avec Márcio Araújo

- Championnats du monde de beach-volley
  -  Médaille d'or en 2005 à Berlin avec Márcio Araújo